# Alternanthera rugulosa
Alternanthera rugulosa là loài thực vật có hoa thuộc họ Dền. Loài này được (B.L.Rob.) J.T.Howell mô tả khoa học đầu tiên năm 1933.